# Coffea fragilis
Coffea fragilis är en måreväxtart som beskrevs av J.-f.Leroy. Coffea fragilis ingår i släktet Coffea och familjen måreväxter. Inga underarter finns listade i Catalogue of Life.